# 木川かえる
木川 かえる（きがわ かえる、本名：木皮 一夫〈きがわ かずお〉、1923年〈大正12年〉8月22日 - 2005年〈平成17年〉3月4日）は、日本の元漫画家、ジャズ漫画家。滋賀県近江八幡市出身。日本漫画家協会参与 京都支部長。1992年から1999年まで京都精華大学芸術学部漫画学科の講師を務めていた。

## 来歴・人物
父は銀行員でヴァイオリン、尺八を演奏するなど風流人であった。自身もそんな縁で演芸などに興味を持つ。子供の頃から絵を描く事も好きで学生時代から新聞等に投稿をしていた。滋賀県立八幡商業高等学校卒業後、父の勧めで銀行員になる。戦時中は従軍、終戦を中国で迎え、復員。戦後は進駐軍でジャズや映画音楽をBGMに米軍相手に絵を描く漫画ショウを始める。これがジャズ漫画の原点となる。戦後は本格的に漫画家を目指すも当時駆け出しだった手塚治虫と出会い、彼の画力に漫画家を断念（その後も手塚治虫は友人として長い付き合いがあった）。社会人をしながら独自で雑誌、新聞等の挿絵、イラストなどの投稿で生計を立てる。
1964年に吉本興業に入り、得意の漫画を描く舞台「ジャズ漫画」で舞台に立つようになる。その後はテレビ、個展、エッセイなど幅広く活躍。
2002年11月に肝臓がんを告白。2003年8月に復帰し精力的に舞台ルミネtheよしもとにも出演。
2005年3月4日に腎不全のため故郷である滋賀県内の病院で死去。81歳没。
風貌は大柄でひょろっとし大柄でベレー帽を斜めに被り、大きな黒ぶちのメガネが特徴。芸は舞台を暗転し、蛍光塗料で映画音楽などをBGMで流しながら客からのお題の下の名前を貰い、それをまず用紙の隅に書き、そこから浴衣姿で涼みながら線香花火をする女性を描くのが特徴だった。他にも風刺画や色っぽい絵も描いた。尚描いた絵は客にプレゼントしていたが蛍光塗料を使っていたため暗い所でしか見えなかった。
弟子には木川かじか、フロッグ西嶋等がいる。
2013年、上方演芸の殿堂入り。

## 受賞
- 1983年 読売国際漫画大賞優秀賞
- 1996年 上方お笑い大賞特別賞

## 著書
- かえるも昭和をふりかえる
- ぼくは人生のすべてを漫画から学んだ

## 出演

### テレビドラマ
- 裸の大将 第62話「イルカに乗った清」（1993年、関西テレビ / 東阪企画） - 似顔絵師